# Nam Su-hyeon
Nam Su-hyeon (27 de janeiro de 2005) é uma arqueira profissional sul-coreana.

## Carreira
Nam começou a praticar arco e flecha ainda jovem e começou a treinar totalmente no terceiro ano do ensino fundamental. Ela frequentou a Suncheon Seongnam Elementary School, onde ganhou um título nacional de quinta série em 2016, a Suncheon Pungdoek Middle School e, em seguida, a Suncheon Girls' High School.
Nam venceu o Campeonato Nacional de 2020 e a Competição Nacional de Hwaranggi. Ela foi selecionada para a seleção nacional juvenil naquele ano, mas não competiu em nenhum evento internacional devido à pandemia de COVID-19. Em 2023, ela competiu no campeonato nacional e ganhou uma medalha de prata no evento por equipe, competindo também no Festival Nacional de Esportes, onde ganhou uma prata no individual e uma prata no evento por equipe. Ela se formou na Suncheon Girls' High School em 2024.
Nam ficou em terceiro lugar nas eliminatórias olímpicas coreanas de 2024, garantindo-lhe uma vaga nas Olimpíadas de Verão de 2024, tanto no evento individual quanto no evento por equipes. Ela também competiu na Copa do Mundo de Tiro com Arco de 2024, ajudando sua equipe a ganhar a medalha de ouro, embora não tenha avançado no evento individual. No evento individual nas Olimpíadas, ela ficou em segundo lugar na rodada de classificação com 688 pontos, atrás apenas de Lim Si-hyeon, que estabeleceu o recorde olímpico. No evento por equipes, Nam, Lim e Jeon Hun-young estabeleceram um recorde olímpico com um total de 2.046 na rodada de classificação e mais tarde ganharam a medalha de ouro, a 10ª vez consecutiva que a equipe sul-coreana venceu o evento por equipes femininas nas Olimpíadas.